# Вачапріг (Вірджинія)
Вачапріг (англ. Wachapreague) — місто (англ. town) в США, в окрузі Аккомак штату Вірджинія. Населення — 257 осіб (2020).

## Географія
Вачапріг розташований за координатами 37°36′23″ пн. ш. 75°41′23″ зх. д. / 37.60639° пн. ш. 75.68972° зх. д. (37.606308, -75.689640).  За даними Бюро перепису населення США в 2010 році місто мало площу 0,61 км², уся площа — суходіл.

## Демографія
Згідно з переписом 2010 року, у місті мешкали 232 особи в 124 домогосподарствах у складі 70 родин. Густота населення становила 382 особи/км².  Було 230 помешкань (379/км²).
Расовий склад населення:
| - 92,7 % — білих - 6,9 % — чорних або афроамериканців |

До двох чи більше рас належало 0,4 %. Частка іспаномовних становила 2,2 % від усіх жителів.
За віковим діапазоном населення розподілялося таким чином: 12,1 % — особи молодші 18 років, 53,8 % — особи у віці 18—64 років, 34,1 % — особи у віці 65 років та старші. Медіана віку мешканця становила 57,9 року. На 100 осіб жіночої статі у місті припадало 95,0 чоловіків;  на 100 жінок у віці від 18 років та старших — 92,5 чоловіків також старших 18 років.
Середній дохід на одне домашнє господарство  становив 46 151 долар США (медіана — 35 000), а середній дохід на одну сім'ю — 55 700 доларів (медіана — 47 708). За межею бідності перебувало 16,4 % осіб, у тому числі 0,0 % дітей у віці до 18 років та 29,5 % осіб у віці 65 років та старших.
Цивільне працевлаштоване населення становило 75 осіб. Основні галузі зайнятості: освіта, охорона здоров'я та соціальна допомога — 24,0 %, будівництво — 14,7 %, оптова торгівля — 13,3 %, мистецтво, розваги та відпочинок — 13,3 %.